# 日式
日式（にっしき、にちしき）とは、中国、韓国、台湾、香港、シンガポールなど、主に日本以外の漢字文化圏において「日本風（の）」「日本式（の）」といった意味を表す言葉、およびその漢字表記。日式咖哩飯（日本風カレーライス）や日式餐廳（日本風レストラン）など、主に食材や料理、レストランなど食に関する事柄に使用されることが多いが、日式温泉や日式介護のように食以外の様々なものごとに対しても使用される。本項目では、食を中心に説明する。

## 語義

### 意味
日式という漢字表記は、「日本風」「日本式」といった意味をもつ点で、中国語や朝鮮語など言語間で共通している。対象となる事物がどのようなものであれ、また程度の差こそあれ、少なくともその地域の人びとの視点からみて、そこに何らかの意味で日本的な要素を含んでいれば、「日式○○」と称されることがある。例えば中国・上海の場合、日本風の女性服、髪型、アニメに対し、「日式」を付けて呼ぶことがある。同じく中国では、日式温泉や日式介護、日式美甲（日本式のネイルアート）
といった表現・サービスが存在する。
日式という言葉自体には、本来は上述の「日本風」「日本式」といった意味しかないが、各地域やそこに暮らす人びとの文脈によっては、それ以上の意味が含まれる場合もある。例えば、日本の高い技術や品質に評価に基づいてブランドイメージ化している場合もある一方で、あくまでも「日本風」であって当地のものよりは高級であるが、日本の本場のものよりは一段格が落ちると認識される場合もある。

### 語源
日式の語源として、文化人類学者の朝倉敏夫は、もともと韓国で日本料理を「日食」と表記していたが、のちにハングル表記になり、その後さらに漢字表記に戻された際、同音である「日式」の漢字が充てられた、との説を示している。

### 発音
日式という漢字表記では共通しているものの、その発音は言語・地域ごとにまちまちである。
- 中国、台湾：リィシィ (rìshì)。
- 香港：ヤッセー[8] (jat6sik1)
- 韓国：イルシク (일식) [7][9]
- 日本：「にっしき」と「にちしき」の双方の読みが可能であるが、読売新聞は「にっしき」を読み方として紹介したことがある[1]。

## 使用方法

### 日式であることの条件
どのような食材・調味料、味付け、料理、レストランが日式と呼ばれたり名付けられたりするかは、それらが置かれている国や地域、文化、人びと、食や日本に対する認識によって異なる。次のような例がある。

#### 食材・調味料、味付け
その国の料理ないしは日本以外の第三国の料理に対し、その国の人びとがイメージする日本的な食材や調味料を使用したり、あるいは味付けを行ったものが日式と呼ばれる。
- 香港の中華料理店においては、既存の料理にイイダコやカニカマを付加したものを日式と称している[8]。
- 中国・内モンゴル自治区では、日本の調味料が日式と呼ばれている[10]。

#### 料理、レストラン
中国・韓国・台湾・香港などでは、和食・日本食を提供するレストランは、二つに大別されている。一つは、経営者や調理人が日本人で食材も日本から空輸している本格的な日本料理店、もう一つは和食・日本食をローカル向けにアレンジした日式料理を提供する地元資本の日式料理店である。両者を比較すると、前者は高級、後者は大衆向けであるものの、後者であっても地元の一般的なレストランよりも高額である。

### 和食を起源としない日式料理
日式料理の中には、もともとは和食ではないもの（日本人から見れば、和食とはみなしていないもの）の、受入国側でその料理の中から日本的な意匠を見出し、日式料理として提供している事例がある。
- カレーそのものは、本来は日本発祥ではないが、日本で独自に発展したカレーを、日本の食品メーカーが日式カレールーとして中国で販売している[13]。
- シンガポールに進出している日本企業が経営するあるレストランでは、ハンバーグを日式西洋食と称して提供している[14]。
- 餃子は、中国では水餃子が一般的であるのに対し、日本では焼き餃子が盛んである。そこで日本の食品メーカーは、焼き餃子用の餃子を日式鍋貼餃子と称して中国で販売している[15]。

## 各国の事例

### 各国の日式料理

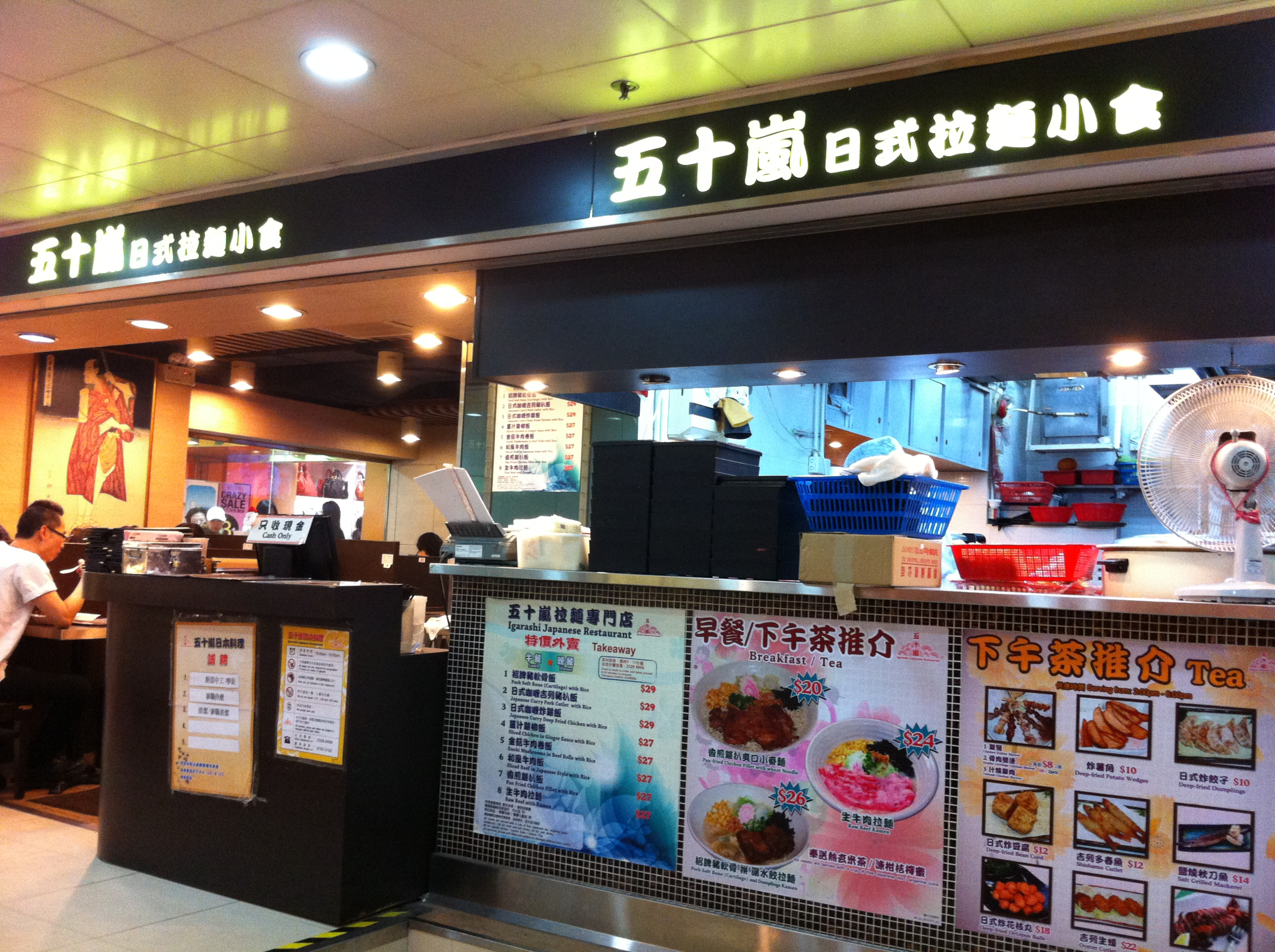
香港・新都城大廈の日式ラーメン店
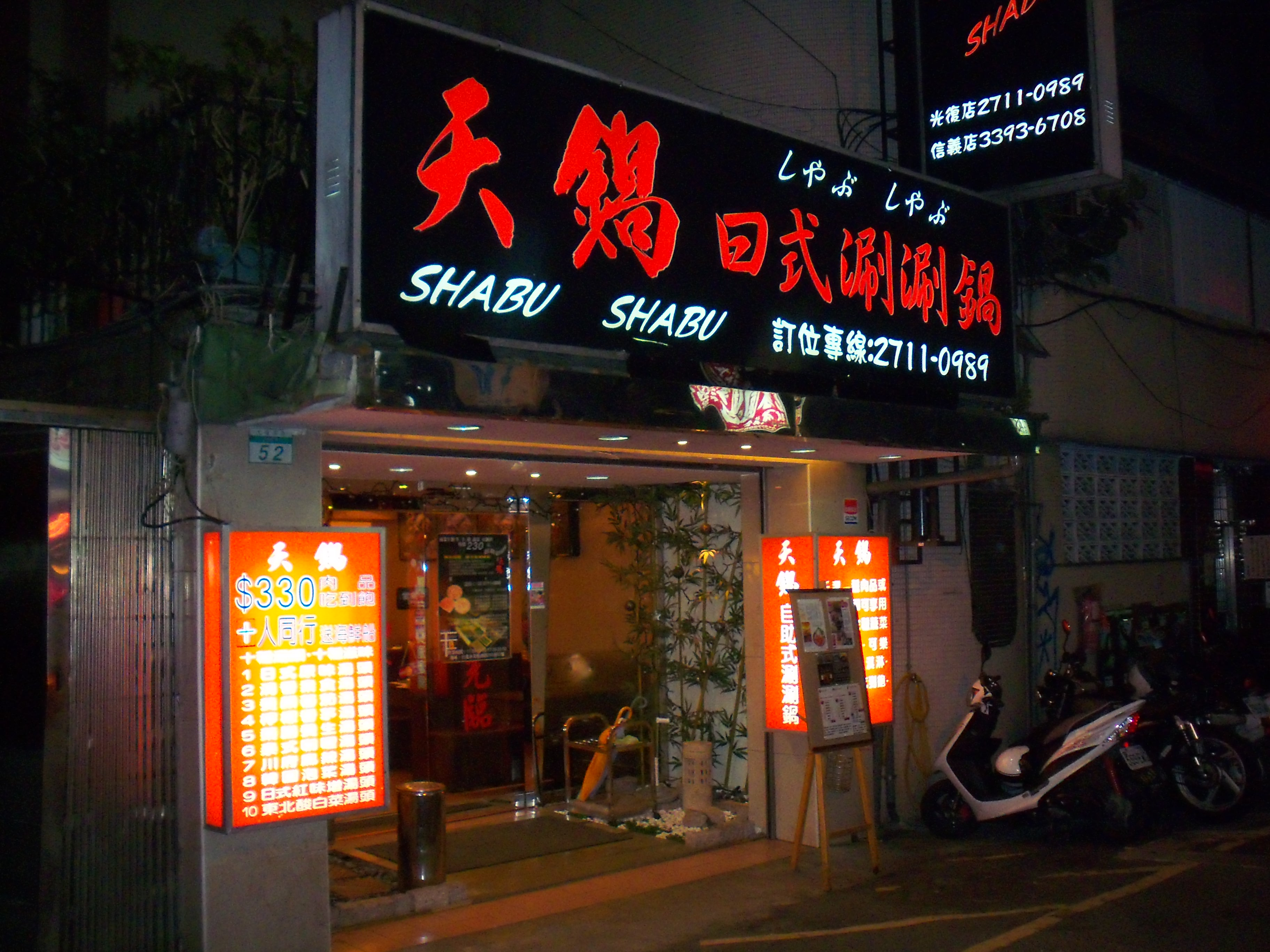
台湾の日式涮涮鍋 （しゃぶしゃぶ）のレストラン
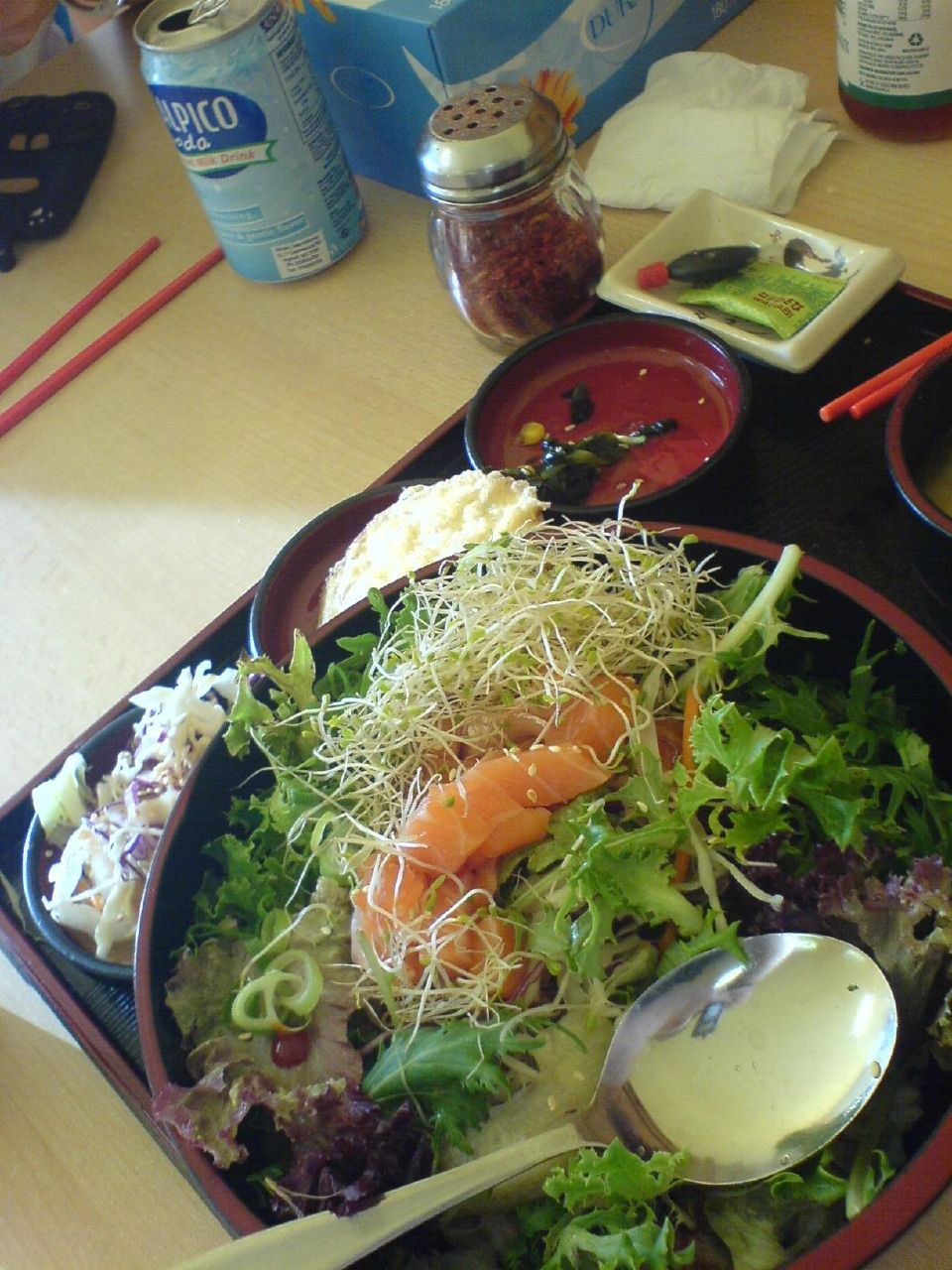
フェトッパプ（회덮밥、刺身どんぶり）。韓国の日式レストランでみられる。

### 中国
上海では、健康ブームにのって日本食への関心がもたれた結果、日本食の料理店は500軒を超えた。これらは、高級な店舗と大衆向けの日式とに二分化している。日式料理に対する評価だが、例えば日式カレーに対しては、現地の人びとにとっては油が少ないと感じられるが、口当たりは良いとされている。

### 香港
香港で日本食を扱うレストランの変遷は、1970年代は20-30店、1980年代は100店以上、1990年ごろは150店、1996年には250店ほどに増加しているが、そのうち近年は日式料理店が増えている。これら日式料理店は地元資本によるものであったり、少なくとも料理人は日本人ではなく香港人である。

### 韓国
韓国においては、かつて日本式の食堂は倭式と呼ばれていたが、この表現はすたれて現在は日式と呼ばれている。韓国で日式料理店が特に若者の間で流行するようになったきっかけは2002年サッカー・ワールドカップで、居酒屋、すし屋、ラーメン屋、日本酒が流行した。
また、韓国の日式料理店では刺身を扱うところが多く、刺身にコチュジャンを付けた丼料理のフェトッパプ（本来は朝鮮料理）が、日式料理店でもよく提供されている。

### 日式飲料
中国・韓国・台湾・香港などアジア圏のコンビニや食料品店では、日本と同じようにペットボトルや紙パック入りのお茶（緑茶飲料）が販売されているが、これらの多くには砂糖が入っている事が多い。こういった加糖の緑茶飲料に対し、"日本式"の無糖の緑茶飲料は日式緑茶などの名称で販売されている。

### 日本
日本国内では、伝統的な和食・日本食料理ではなく、東アジア各国でアレンジされた日式料理をあえて提供するレストランは、数は多くないもののまったく存在しないというわけではない。ある朝鮮料理のレストランが、期間限定ながら「日式カツカルビ定食」を販売した例がある。

## 日本側の対応
日本人が海外で調理・提供する本格的な日本料理ではなく、現地の調理人が現地の好みに応じてアレンジした日式料理に対し、日本国内からは様々な反応が挙がっている。以下、好意的な反応と否定的な反応とに分けて取り上げる。

### 好意的な反応
日本の食品メーカーの中には、本格的な日本食とは言えないまでも、日本の料理に関心がもたれている現状を肯定的にとらえ、各国の日式レストランに自社の日本産食品・食材を仕入れてもらおうと企図する会社がある。例えば、日本酒メーカーの月桂冠は、1994年以来日式居酒屋向けに日本酒を韓国に輸出している。

### 否定的な反応
各国で日式料理が普及する一方で、日本の本来の味が現地へ伝わらなかったり、日式料理が正統な日本の料理との認識を現地でもたれたりすることを問題視する日本の食品・調理師業界の関係者がおり、具体的な対策が講じられている。例えば、複数の料理学校が、日式ではなく本格的な日本料理の調理師を育成するため、ソウルに専門学校を設立している。また日本政府も、伝統的な製法に基づく食材や食品を認定する制度を2016年度に創設する予定である。

### 日式料理
- 餃子
- 冷やし中華
- 冷やし麺
- カレーライス
- 饅頭
- 焼売

### 日本とゆかりがある料理
- 西洋寿司： カリフォルニアロールなど欧米発祥の寿司。
- 鉄板焼き： 客の前でパフォーマンスをしながら食材を焼くスタイルは日本発祥で、各国に広がった。

### 関連料理
- 日本料理
- 中華料理
- 朝鮮料理
- 台湾料理
- シンガポール料理

### その他
- 栄寿司（英語版）：シンガポールやマレーシアで店舗展開している、シンガポール資本の回転寿司チェーン店。寿司だけはでなく、丼物やラーメン、鍋物も販売している。